# 7 Królewski Regiment Pancerny
7 Królewski Regiment Pancerny (ang. 7th Royal Tank Regiment) – regiment pancerny należący do British Army, istniejący w latach 1917–1959.

## Historia
7 Królewski Regiment Pancerny był częścią Królewskiego Regimentu Pancernego, należącego do Królewskiego Korpusu Pancernego. Początkowo brał udział w I WŚ w 1917 jako Batalion "G", Korpusu Pancernego.
W grudniu 1940 roku, jako część brytyjskiej Western Desert Force w Egipcie, 7 Regiment miał na wyposażeniu czołgi wsparcia piechoty typu Matilda Mk II, a jego zadaniem było zapewnienie wsparcia 4 Indyjskiej Dywizji Piechoty. Regimentowi udało się zaatakować i zniszczyć włoską Grupę Maletti pod Nibeiwą. Wspierał również atak 11 Brygady na włoskie pozycje pod Tummarem. Oba przedsięwzięcia należały do otwierających ruchów operacji Compass. Regiment brał również udział w zakończonych sukcesem atakach na Bardiję.
W połowie 1942 roku 7 Regiment był częścią sił zdobywających Tobruk podczas bitwy pod Gazalą.
W 1943 roku regiment został zreorganizowany i przemianowany na 10 Królewski Regiment Pancerny.
W 1959 roku został połączony z 4 Królewskim Regimentem Pancernym. Obecnie jego tradycje kontynuuje szwadron "G" 1 Królewskiego Regimentu Pancernego